# Emma Dusong
Emma Dusong, née en 1982 aux Lilas, est une plasticienne, compositrice et réalisatrice française,. En France, elle fait partie des précurseurs du journal vidéo à la fin des années 1990 puis de la voix chantée au sein des arts plastiques au début des années 2000. Son médium principal est la voix qui prend différentes formes :  le film documentaire, la performance, la vidéo, le son, l’installation, les objets modifiés parfois motorisés et la gravure en taille-douce. 
Elle vit et travaille à Paris et à Chamonix-Mont-Blanc.

## Biographie
Diplômée de l’École nationale supérieure des beaux-arts de Paris avec les félicitations du jury en 2008, Emma Dusong est également docteur en science de l’art et esthétique depuis 2011.
Elle commence à présenter son travail au début des années 2000 avec les projections de ses films dans des festivals en France et à l’étranger. Son journal filmé Ailleurs, réalisé en 1998-2002 lors de son année passée aux États-Unis durant son adolescence, et d’autres réalisations sont diffusés au festival international du film de La Rochelle en 2004,.
Elle oriente ses premiers films autour d’un questionnement de soi et des autres et de la force des individus qu’elle prend comme sujets. Elle travaille notamment sur la notion du « face à face », remettant en question les normes sociales qui régissent les rapports humains et révélant la douleur que l’on cache, avec son documentaire et installation Face à la douleur (2006). En 2008, elle reçoit le prix Agnès b. pour sa première œuvre vocale motorisée déclenchée par une performance et entame une résidence au Pavillon, laboratoire de création du Palais de Tokyo.
En 2020-2021, elle est membre artiste de la Casa de Velázquez.

## Distinction
- Chevalière de l'ordre des Arts et des Lettres [12].

## La voix
Le désir de chanter d'Emma Dusong part d’une envie de prendre un risque dans son travail plastique en y intégrant une pratique nouvelle, ce qu’elle explique dans Les Carnets de la création, émission de France culture dirigée par Aude Lavigne. L’artiste, ayant choisi ce médium car il lui semblait vivant, s’interroge sur la voix et sa place, ses significations et ses caractéristiques propres. Marie Gayet considère que l’artiste cherche à « décloisonner les pratiques de la musique à travers le chant et celle des arts plastiques ». Son travail explore les différentes fonctions sensibles et physiques du médium vocal et remet en question son statut, le liant à l’espace et au champ de la scénographie. Alexandre Castant, spécialiste des arts sonores, inscrit Emma Dusong dans la lignée de Kristin Oppenheim et Susan Philipsz (en). D'autres voix que la sienne apparaissent amplement dans ses œuvres chantées à partir de 2020.
Elle explore le médium de la performance chantée en le transformant en une interrogation continue sur la présence nécessaire du corps et l’imprédictibilité qui en découle, découvrant une temporalité nouvelle avec les installations. Régis Durand lie ce travail sonore et vidéographique à la performance qui selon lui propose une prise de « possession de l'espace », « un espace-temps non réversible », « une aventure narrative ». Quand il s’agit d’installation sonore débutant par un chant en direct, l’artiste préfère le terme de « déclenchement », « activation » ou « amorce » car ce qui l’intéresse est « d’engendrer une durée. » Invitée à recommander un artiste du futur, l’artiste Annette Messager décrit le rituel de l’initialisation des installations sonores d'Emma Dusong : elle chante en direct puis les machines le font.

## Thématiques
L'artiste aborde des thèmes comme le vivant et le deuil, l’enfance et la vieillesse, la liberté et le rapport aux pouvoirs qui régissent la société, les questions environnementales et la place de l’individu face aux autres. Elle travaille régulièrement avec des objets modifiés et tirés de la vie du quotidien, soulevant des problématiques liées aux émotions et représentations qui s’y rattachent. De par la transformation des objets inanimés en objets chantants, son travail prend une dimension onirique et aborde la question de la métamorphose. Elle travaille également sur des œuvres parlées, explicitement engagées. Dans L’appel, performance participative, l’artiste appelle les visiteurs à répondre de leur présence par les noms d’individus ayant marqué l’histoire par un geste contestataire. Avec Les décisions, réalisé dans un centre de postcure de désintoxication, l’artiste invite les patients et l’équipe thérapeutique à confier à une grotte une décision importante pour leur avenir. Son travail sur l’écologie et notre rapport à l’environnement est également visible dans sa pièce Larmes, finalisée en 2018, moulages d’un visage pleurant soit des larmes de glace ou de miel, rappelant aux visiteurs la menace devenue réalité de la disparition du vivant. Avec 面向汝 (Měing-hyong nȳ), une installation vidéo réalisée sur les Îles Matsu, elle s'interroge sur les moyens de faire face aux peurs et aux menaces.

## Expositions
Au sein d’expositions collectives ou lors de performances, le travail d’Emma Dusong est présenté dans des institutions et espaces tels qu’au Musée d'Art contemporain de Taipei, MoCA Taipei, au palais de Tokyo, au musée Bourdelle, à la fondation d'entreprise Ricard,, au château d'Avignon, au musée de la chasse et de la nature, à l'Espace culturel Louis Vuitton, au Total Museum of Contemporary Art (Séoul), au musée Gassendi, au centre Pompidou, Cultural Foundation of Tinos (Grèce), à la Kunsthalle Mulhouse, au fonds de dotation Maison Bernard et au musée d'Art contemporain du Val-de-Marne, ainsi qu'à l'occasion d'évènements comme Nuit blanche.
En 2016, elle fait l’objet de deux expositions personnelles consécutives. Suivre sa voix, au Centre régional d’art contemporain Occitanie à Sète et Source Sonore, présenté au Centre d’art informel de recherche sur la nature (CAIRN), à Digne-les-Bains, à l’issue d’une résidence artistique. La même année, elle participe à l’exposition Polyphonies à Paris au Centre Pompidou, où elle présente Robines (2016). Parallèlement elle donne un cycle de conférences au Centre Pompidou sur l’importance du chant dans l’art et le cinéma.
De 2015 à 2017, elle est invitée par le fonds de dotation Maison Bernard à investir l’architecture d’Antti Lovag. Elle réalise une œuvre in situ, Et O, où sa voix se mêle aux formes organiques de la maison pour la faire chanter,.
Dans La voix libre, en janvier 2019, à la galerie Les Filles du Calvaire, l’artiste décline la voix comme médium artistique à travers trois de ses œuvres majeures, Classe, L’Observatoire et Et O et développe son questionnement sur le chant, la liberté, et l’introspection. La dimension scénographique est importante pour l’artiste. Loïc Le Gall, commissaire indépendant et attaché de conservation au Centre Pompidou, revient sur le titre de l’exposition, La voix libre, où l’artiste propose selon lui un espace affranchi des contraintes. 
En 2021-2022, Emma Dusong participe à l'exposition When Islands Dream autour des Îles Matsu au MoCA, le Musée d'art contemporain de Taipei . À cette occasion, elle compose pour la première fois pour d'autres voix et en dialecte Matsu.  

## Enseignement et recherche
Emma Dusong enseigne en tant que maîtresse de conférences à l'université de Picardie Jules-Verne à Amiens. Elle a été directrice de la licence d’arts plastiques au sein de la faculté des arts de 2018 à 2019. Depuis sa thèse sur la place de la voix chantée dans l’art contemporain et le cinéma, elle publie et fait régulièrement des conférences sur ce sujet. Sa recherche donne une place importante à la parole des artistes au travers d’échanges, études d’archives et entretiens : Vito Acconci, Kristin Oppenheim, Claude Lévêque, Shilpa Gupta, Dominique Robin, Christian Boltanski, Laurie Anderson, Meredith Monk, Félicia Atkinson, Dominique Petitgand, Thierry Kuntzel, Chris Marker.

## Collections publiques
- Digne-les-Bains, musée Gassendi.
- Montpellier, Fonds régional d'art contemporain Occitanie[49].
- Madrid, Casa de Velázquez.

## Collection privée
- Fonds de dotation Maison Bernard[42].

## Principales expositions personnelles
- 2003 : Ailleurs, Espace Croisé, Centre d’art contemporain de Roubaix[50].
- 2004 : festival international du film de La Rochelle[2].
- 2012 : Classe, École nationale supérieure d’architecture de Paris-Val de Seine, Nuit blanche, Paris[51].
- 2014 : Seuils silencieux, Laleh June Galerie, Bâle[52].
- 2015 : Des espoirs, La cuisine, Centre d’art et de design, Nègrepelisse[53].
- 2016 : Suivre sa voix, Centre régional d’art contemporain Occitanie, Sète[54].
- 2016 : Source sonore, Centre d’art informel de recherche sur la nature, Digne-les-Bains[55].
- 2017 : inauguration de Et O, Fonds de dotation Maison Bernard, Théoule-sur-Mer[42].
- 2019 : La voix libre, galerie Les Filles du Calvaire, Paris[56].

## Résidences artistiques
- 2008-2009 : Le Pavillon, laboratoire de création du Palais de Tokyo, Paris[57].
- 2014-2015 : La cuisine, Centre d’art et de design, Nègrepelisse.
- 2015-2016 : Centre d’art informel de recherche sur la nature, Digne-les-Bains.
- 2016-2017 : Fonds de dotation Maison Bernard, Théoule-sur-Mer.
- 2020-2021 : Casa de Velázquez, Madrid[11].

## Prix
- 2001 : premier prix du documentaire à L’Aventure des premiers films, Forum des Images.
- 2008 : prix agnès b., association des amis des Beaux-Arts de Paris[9].
- 2010 : dotation, Audi Talents Awards, Foire internationale d'art contemporain, jury dirigé par Jennifer Flay[58].
- 2011 : finaliste du prix Paris jeunes talents.

#### Ouvrage
- Hsieh Yu-Ting, Gong Jow-Jiun, Chen Ping-Hao, Sally Tian, Alexandra Lin, Sean Trudi Hsu, Wang Yu-Song, Yannick Dauby, Huang Hsiang-Yun, Emma Dusong, When Islands Dream, Zimu Culture, juin 2022.
- Violeta Gil, Sin silencio, ¿qué ocurre?, Caterina Almirall, Casa de Velázquez, 2021.
- Jean-Yves Bosseur, L'art sonore, Le son dans les arts plastiques contemporains, collection Musique ouverte, Minerve, novembre 2020.
- Isabelle Bernard et Paul-Hervé Parsy, Emma Dusong [collection Maison Bernard, Fonds de dotation n° 02], Éditions Analogues, 2019 (« présentation », sur immediats.fr, 2019, 18 juin 2019).
- Jackie-Ruth Meyer, Chroniques du Centre d’art Le LAIT, Édition Centre d’art Le LAIT, mars 2019 (« présentation », sur centredartlelait.com, mars 2019 (consulté le 18 juin 2019)).
- Martine Mougin, Des artistes et des abeilles, Topographie de l’art, novembre 2018 (« présentation », sur topographiedelart.fr, 2018 (consulté le 18 juin 2019)).
- Stéphanie Sagot, 2004-2016, La cuisine centre d’art et de design, pour une politique de la ville, Nouvelles éditions Place, novembre 2018 (« présentation », sur cnap.fr, novembre 2018 (consulté le 2019)).
- Claude Closky, Çà et là, Les presses du réel, mai 2012 « présentation », sur lespressesdureel.com, mai 2012 (consulté le 18 juin 2019)).
- Hortillonnage 2010-2011, Édition Maison de la culture d’Amiens, juin 2011.
- Régis Durand, Fables et fragments, Éditions Ensba, 2009 (« présentation », sur archivesdelacritiquedart.org (consulté le 18 juin 2019)).
- Henry-Claude Cousseau, Régis Durand, Catalogue des diplômés 2008, Édition Ensba, 2009.
- Fabien Danesi, Ange Leccia et le Pavillon, Musée Bourdelle, Éditions Paris Musées, 2009 (« présentation », sur bourdelle.paris.fr (consulté le 18 juin 2019)).
- Catalogue du Festival international du film de La Rochelle, juin 2004.
- Catalogue du festival Les instants vidéos de Manosque, novembre 2003.
- Kim Jong-Huyn, Arianne’s feet, catalogue du Seoul International Youth Film Festival, octobre 2002.
- Ailleurs, Metamorphose 2, Wharf-vap n° 16, Édition du Centre d’art contemporain de Basse-Normandie, novembre 2002.

#### Article de presse
- Tammy Yu-Ting Hsieh, Serendipity: Matsu Islands, Taiwan & Me, taiwaninsight.org, 29 mars 2022.
- 江昭倫(Chiang Chao-Lun), 台北當代館邀5藝術家以藝術祈夢 探尋你我不知道的馬祖 (Museum of Contemporary Arts Taipei invites 5 artists to dream with artworks to explore the Matsu Islands you and I don't know about), vidéo et article, Radio Taiwan International, 16 décembre 2021.
- Ken Ning, James Reynor, When Islands Dream art exhibition reveals Matsu beauty, 15 janvier 2022. 連珮貝 林志純(Lien Pei-Bay, Lin Chi-Chun), 如果島嶼會作夢 邀您藝術角度看馬祖 (Exhibition "When Islands Dream" invites you to see Matsu in an artistic perspective) cts news, 14 janvier, 2022.
- 吳垠慧(Ericamigo Wu)，在馬祖，如果藝術家是代夢人：記「如果島嶼會作夢」(When Artists Become Subsitute Dreamers at Matsu: On the Exhibition "When Islands Dream")，ncafroc.org,  14 janvier, 2022.
- 曹麗蕙 (Cao Lihui),「如果島嶼會作夢」展　藝術家當「代夢人」為馬祖祈夢, (In "When Islands Dream" Exhibition, Artist as "Dreamers" dreaming for Matsu), merit-times.com, 12 décembre 2021.
- 陳政偉, (Chen Zhengwei), 藝術家扮演「代夢人」 策展為馬祖列島作夢 (Artists play the role of Dreamer in a curatorial project to dream for Matsu Islands, cna.com, 17 décembre 2021.
- 林育綾 (Lin Yu-Ling), 神明到夢中指示！馬祖北竿「祈夢」成創作靈感　藝術家扮代夢人(Deities give hints in dreams! Dreaming Ceremony of Matsu Beigan Island became inspiration for art and artists play the role of dreamers), ETtodaynet, 19 décembre 2021.
- Aurora Intxausti, Sostener y defender la Cultura, El Pais, 21 juin 2021.
- Hugo Roux, La Villa Albertine, nouvelle formule américaine pour les résidences françaises d’artistes à l’étranger, France culture, 2 juillet 2021.
- Alexandre Castant, « La chronique d’Alexandre Castant », dust-dillister.com, 13 mars 2019.
- Orianne Castel, « La voix libre d’Emma Dusong », art-critique.com, 10 février 2019.
- Marie Gayet, « Emma Dusong : là où ça chante, ça vit », Artaïs, numéro 21, janvier-mars 2019 (« en ligne », sur artais-artcontemporain.org, 2018 (consulté le 18 juin 2019)).
- Sandra Onana, « Des artistes et des abeilles », Libération, 23 décembre 2018.
- (es) Mónica Montero, « Vivir en un sueño », The New York Times Style Magazine : Spain, novembre 2018.
- Christine Coste, « Ange Leccia, commissaire prisé », Le journal des arts, janvier 2018.
- Véronique Godé, « Les esthétiques de l’écoute », Arts Hebdo Médias, 30 mars 2016.
- Jean-Luc Cougy, « Emma Dusong Suivre sa voix au Crac à Sète », En revenant de l’expo, 16 mars 2016.
- Marisa Phandharakrajadej, « “เสียง” ในผลงานศิลปะของ [Le son dans les œuvres d’art], Emma Dusong », A Day Magazine, janvier 2015.
- (en) Annette Messager, Francesca Gavin, « Nervous Digging in the Garden of Originality. Talent 2013: Eight new artists to watch, recommended for Sleek by established practitioners », Sleek Magazine, numéro 39, automne 2013.
- (en) Maïa de la Baume, « Paris Art Fair Celebrates Its 40th », The New York Times, 23 octobre 2013.
- Emmanuelle Lequeux, « Focus Emma Dusong », Beaux-Arts Magazine, 2010.
- (es) Fabien Danesi, « Um território propício », Guia da Folha, 4 décembre 2009.
- (en) Alice Pfeiffer, « Playtime and Science Collide at a Parisian Exhibit », The New York Times, 20 juillet 2009.
- Cyril Thomas, « Emma Dusong, qu’est-ce que tu fais pour les vacances ? », Poptronics, 29 août 2009.
- Isaline Bouchet, « Gianni Motti et Emma Dusong », Paris Art, 2004.
- Francine Mouysset, « Les familles d’Emma », Sud-Ouest Dimanche, 2004.

### Filmographie
- 2021 Recording: When Islands Dream, vidéo documentaire, NCAF Visual Arts Curatin, août 2022.
- LIVE／【Artist Talk Panel 2】Emma Dusong, Huang Hsiang-Yun, 9 janvier 2022, MoCA Taipei. 2022 台北當代藝術館 MoCA STUDIO－如果島嶼會作夢 WHEN ISLANDS DREAM
- Casa de Velázquez, Emma Dusong CVZ's studio, juin 2021.
- Sandra Aïd & Michael Rüdiger, Maison-bulles : Emma Dusong à la résidence d’artiste de la Maison Bernard, Metropolis, Arte, février 2017.
- Annette Messager, Les coups de cœur d’Annette Messager, documentaire de Claudia Müller, Arte, 26 mars 2017.
- Julia Boutron/Unesco géoparc de Haute-Provence, Emma Dusong à Digne-les-Bains, juillet 2016.
- Aloïs Aurelle/Centre régional d’art contemporain d’Occitanie, Emma Dusong CRAC LRMP, mars 2016.
- Vincent Vareilles & Régis-Adrien Viogeat/Audi Talents Awards, Comprendre l’art contemporain, 2012.
- Laura Matesco/Mairie de Paris, Nuit Blanche 2012 : Emma Dusong, 2012.
- Laurent Bonnet/La Poste, Emma Dusong S’il te plaît, 2012.
- Audi talents, Entretien final Art contemporain / Jury Audi Talents awards 2010, 2010.
- François Farellacci, Scudo, documentaire de création, 20 min, 2009.
- Cyril Thomas/Artnet, Portrait d’Emma Dusong, Artnet Magazine, 2008.

### Émission radiophonique
- Transmission #2 : Voix & volumes, le chant, le souffle, l’espace et la résonance, avec Claire Diterzi, Marie Cozette et Emma Dusong interviewées par Henri Landré au Théâtre Molière, Sète.
- Sally Bonn, Le studio des écritures numéro 7, Radio duuu, 31 mars 2019.
- Aude Lavigne, Installation chantée, Les carnets de la création, France culture, 11 février 2019.
- Claire Balerdi, Des espoirs, entretien avec l’artiste Emma Dusong exposée à la cuisine, Canal Sud, juin 2015.
- Martine Calcinotto, Emma Dusong, radiodoc, mai 2015 et décembre 2015.
- Jennifer Flay interviewée par Frédéric Mitterrand, Les 40 ans de la FIAC par Jennifer Flay, Jour de Fred, France Inter, 20 octobre 2013.